# Florida Panthers
Florida Panthers er et professionelt ishockeyhold der spiller i den bedste nordamerikanske række NHL. Klubben spiller sine hjemmekampe i Amerant Bank Arena i Sunrise som ligger i Miami / Fort Lauderdale-området i Florida, USA. Klubben har været i Stanley Cup finalen fire gange. Først i sæsonen 1995-96 hvor man dog tabte 4-0 i kampe til Colorado Avalanche, i 2022-23 hvor man tabte 4-1 til Vegas Golden Knights samt i 2023-24 og 2024-25 hvor man slog Edmonton Oilers 4-3 og 4-2.

## Nuværende spillertrup
Pr. 3. september 2008.
Målmænd
- 29  Tomas Vokoun
- 31  Craig Anderson

Backer
- 2  Branislav Mezei
- 3  Karlis Skrastins
- 4  Jay Bouwmeester
- 5  Bryan Allen
- 6  Magnus Johansson
- 7  Steve Montador
- 21  Cory Murphy
- 22  Jassen Cullimore
- 27  Noah Welch
- ??  Keith Ballard
- ??  Nick Boynton
- ??  Bryan McCabe

Forwards
- 9  Stephen Weiss
- 10  David Booth
- 11  Gregory Campbell
- 14  Radek Dvorak
- 15  Jozef Stümpel
- 16  Nathan Horton
- 17  Garth Murray
- 18  Ville Peltonen
- 19  Chad Kilger
- 20  Richard Zednik
- 33  Wade Belak
- 37  Tanner Glass
- 45  David Brine
- 50  Drew Larman
- 53  Brett McLean
- 54  Kamil Kreps
- 57  Anthony Stewart
- 85  Rostislav Olesz
- ??  Cory Stillman

## 'Fredede' numre
- 99 Wayne Gretzky Nummer fredet i hele NHL 6. februar 2000.